# Claudinho (futbolista de 1997)
Cláudio Luiz Rodrigues Parise Leonel (Guarulhos, 28 de enero de 1997), comúnmente conocido como Claudinho, es un futbolista brasileño que juega como centrocampista y su equipo es el Al-Sadd S. C. de la Liga de fútbol de Catar.

## Trayectoria

### Carrera temprana
En 2003 a los seis años de edad se unió a la organización juvenil del Santos. En julio de 2015, tras impresionar con la sub-17, firmó un contrato profesional con el Corinthians, siendo inicialmente destinado a la escuadra sub-20.

### Corinthians
Claudinho formó parte del equipo que ganó el Campeonato Brasileiro Série A de 2015, a pesar de que nunca jugó y solo fue un suplente no utilizado. Después de perder la final sub-20 ante el Flamengo en la Copa São Paulo de Futebol Júnior 2016, hizo su debut profesional el 19 de marzo de ese año, entrando como suplente en la segunda mitad en una goleada 4-0 del Campeonato Paulista de Linense en el Arena Corinthians.

#### Préstamos a Bragantino y Santo André
El 3 de junio de 2016 fue cedido al Bragantino de la Serie B por el resto de la temporada. Contribuyó con 18 partidos, ya que el club sufrió el descenso.
Claudinho pasó el Campeonato Paulista 2017 cedido en Santo André, anotando cuatro goles durante la competición; el primero fue el 12 de febrero, cuando anotó el segundo en la victoria a domicilio por 2-0 contra su club matriz, el Corinthians.

### Ponte Preta
El 18 de mayo de 2017 firmó un contrato de dos años y medio con el Ponte Preta en la máxima categoría, adquiriendo el club el 50% de sus derechos federativos. Hizo su debut en la categoría (y para el club) diez días después, reemplazando a Lins en un empate 2-2 a domicilio contra el Atlético Mineiro.

#### Préstamos a Red Bull Brasil y Oeste
El 9 de enero de 2018 fue cedido al Red Bull Brasil para el Campeonato Paulista de 2018, donde participó con regularidad pero marcó solo un gol. El 11 de abril, se mudó a Oeste también en un acuerdo temporal, pero interrumpió su préstamo en agosto para regresar a Red Bull.

### Red Bull Bragantino
El 24 de abril de 2019, después de la fusión de Red Bull Brasil con Bragantino para crear Red Bull Bragantino, el préstamo de Claudinho se renovó hasta finales de 2020. Se convirtió en una unidad clave para el club durante el Campeonato Brasileiro Série B de 2019, contribuyendo con diez goles ya que el club logró el ascenso como campeón; en septiembre, RB Bragantino compró el 50% de sus derechos federativos pertenecientes a Ponte Preta y firmó un contrato hasta 2023.
Claudinho también fue titular habitual en la temporada 2020 y marcó su primer gol en la Serie A el 9 de agosto, logrando el empate en el último minuto 1-1 ante el ex club Santos. El siguiente 6 de enero, después de impresionar en la liga, extendió su contrato hasta 2024.

### Zenit
El 7 de agosto de 2021 después de ganar la medalla de oro en los Juegos Olímpicos de Tokio con Brasil, el club ruso Zenit de San Petersburgo anunció su fichaje procedente del RB Bragantino, por lo que el 13 de agosto firmó un contrato de cinco años.
En su primera temporada fue elegido mejor jugador de la temporada 2021-22 de la Liga Premier de Rusia por los deportistas que migran en la primera división rusa. Participó en 31 partidos, donde anotó 10 goles y anotó tres asistencias.
En sus tres años y medio en el equipo, ayudó a ganar siete títulos. Disputó 124 partidos, en los que marcó 21 goles y dio 29 asistencias, y se marchó en enero de 2025 después de ser traspasado al Al-Sadd S. C. catarí.

## Selección nacional

### Sub-23
Tras destacar en el Red Bull Bragantino en la temporada 2020, el 14 de mayo fue convocado por André Jardine a los entrenamientos de selección brasileña Sub-23 entre el 31 de mayo y el 8 de junio con mira a los preparativos finales para disputar los Juegos Olímpicos de Tokio 2020, siendo esta su primera convocatoria en su carrera.

#### Juegos Olímpicos de Tokio
El 17 de junio de 2021 fue uno de los 18 convocados por el técnico André Jardine para representar a Brasil en los Juegos Olímpicos en Tokio. Después de convertirse en campeón con Brasil, se convirtió en el primer jugador del Bragantino en lograr la hazaña.

### Absoluta
El 13 de agosto de 2021, el mismo día que fue presentado por el Zenit, fue convocado por primera vez por la selección brasileña, para los partidos ante Chile, Argentina y Perú en los Clasificatorios de la Copa Mundial de la FIFA 2022.

## Estadísticas

### Clubes
Actualizado al último partido disputado el 7 de diciembre de 2024.
| Club                         | Div.                | Temporada           | Liga  | Liga  | Copas nacionales | Copas nacionales | Copas internacionales | Copas internacionales | Otros | Otros | Total | Total |
| Club                         | Div.                | Temporada           | Part. | Goles | Part.            | Goles            | Part.                 | Goles                 | Part. | Goles | Part. | Goles |
| ---------------------------- | ------------------- | ------------------- | ----- | ----- | ---------------- | ---------------- | --------------------- | --------------------- | ----- | ----- | ----- | ----- |
| S. C. Corinthians · Brasil   | 1.ª                 | 2015                | 0     | 0     | 0                | 0                | —                     | —                     | 0     | 0     | 0     | 0     |
| S. C. Corinthians · Brasil   | 1.ª                 | 2016                | 0     | 0     | 0                | 0                | —                     | —                     | 1     | 0     | 1     | 0     |
| S. C. Corinthians · Brasil   | Total club          | Total club          | 0     | 0     | 0                | 0                | 0                     | 0                     | 1     | 0     | 1     | 0     |
| Red Bull Bragantino · Brasil | 2.ª                 | 2016                | 18    | 0     | 2                | 0                | —                     | —                     | 0     | 0     | 20    | 0     |
| E. C. Santo André · Brasil   | PA1                 | 2017                | 0     | 0     | 1                | 0                | —                     | —                     | 16    | 4     | 17    | 4     |
| E. C. Santo André · Brasil   | Total club          | Total club          | 0     | 0     | 1                | 0                | 0                     | 0                     | 16    | 4     | 17    | 4     |
| A. A. Ponte Preta · Brasil   | 1.ª                 | 2017                | 16    | 0     | 0                | 0                | 4                     | 0                     | 0     | 0     | 20    | 0     |
| A. A. Ponte Preta · Brasil   | Total club          | Total club          | 16    | 0     | 0                | 0                | 4                     | 0                     | 0     | 0     | 20    | 0     |
| Oeste F. C. · Brasil         | 2.ª                 | 2018                | 13    | 0     | 0                | 0                | —                     | —                     | 0     | 0     | 13    | 0     |
| Oeste F. C. · Brasil         | Total club          | Total club          | 13    | 0     | 0                | 0                | 0                     | 0                     | 0     | 0     | 13    | 0     |
| Red Bull Brasil · Brasil     | PA1                 | 2018                | 0     | 0     | 0                | 0                | —                     | —                     | 27    | 4     | 27    | 4     |
| Red Bull Brasil · Brasil     | PA1                 | 2019                | 0     | 0     | 0                | 0                | —                     | —                     | 9     | 0     | 9     | 0     |
| Red Bull Brasil · Brasil     | Total club          | Total club          | 0     | 0     | 0                | 0                | 0                     | 0                     | 36    | 4     | 36    | 4     |
| Red Bull Bragantino · Brasil | 2.ª                 | 2019                | 34    | 10    | 0                | 0                | —                     | —                     | 0     | 0     | 34    | 10    |
| Red Bull Bragantino · Brasil | 1.ª                 | 2020                | 35    | 18    | 2                | 0                | —                     | —                     | 13    | 2     | 50    | 20    |
| Red Bull Bragantino · Brasil | 1.ª                 | 2021                | 5     | 0     | 2                | 1                | 6                     | 0                     | 12    | 2     | 25    | 3     |
| Red Bull Bragantino · Brasil | Total club          | Total club          | 92    | 28    | 6                | 1                | 6                     | 0                     | 25    | 4     | 129   | 33    |
| Zenit · Rusia                | 1.ª                 | 2021-22             | 23    | 8     | 0                | 0                | 8                     | 2                     | —     | —     | 31    | 10    |
| Zenit · Rusia                | 1.ª                 | 2022-23             | 24    | 5     | 6                | 0                | —                     | —                     | —     | —     | 30    | 5     |
| Zenit · Rusia                | 1.ª                 | 2023-24             | 30    | 4     | 13               | 1                | —                     | —                     | —     | —     | 43    | 5     |
| Zenit · Rusia                | 1.ª                 | 2024-25             | 16    | 0     | 4                | 1                | —                     | —                     | —     | —     | 20    | 1     |
| Zenit · Rusia                | Total club          | Total club          | 93    | 17    | 23               | 2                | 8                     | 2                     | 0     | 0     | 124   | 21    |
| Total en su carrera          | Total en su carrera | Total en su carrera | 214   | 45    | 30               | 3                | 18                    | 2                     | 78    | 12    | 340   | 62    |
| 1. 2. 3.                     |                     |                     |       |       |                  |                  |                       |                       |       |       |       |       |

## Palmarés

### Títulos nacionales
| Título                              | Club                     | País   | Año  |
| ----------------------------------- | ------------------------ | ------ | ---- |
| Campeonato Brasileño de Serie A     | S. C. Corinthians        | Brasil | 2015 |
| Campeonato Brasileño de Serie B     | Red Bull Bragantino      | Brasil | 2019 |
| Liga Premier de Rusia               | Zenit de San Petersburgo | Rusia  | 2022 |
| Supercopa de Rusia                  | Zenit de San Petersburgo | Rusia  | 2022 |
| Liga Premier de Rusia               | Zenit de San Petersburgo | Rusia  | 2023 |
| Supercopa de Rusia                  | Zenit de San Petersburgo | Rusia  | 2023 |
| Liga Premier de Rusia               | Zenit de San Petersburgo | Rusia  | 2024 |
| Copa de Rusia                       | Zenit de San Petersburgo | Rusia  | 2024 |
| Supercopa de Rusia                  | Zenit de San Petersburgo | Rusia  | 2024 |
| Liga de fútbol de Catar             | Al-Sadd S. C.            | Catar  | 2025 |
| Copa Príncipe de la Corona de Catar | Al-Sadd S. C.            | Catar  | 2025 |

### Títulos internacionales
| Título                    | Club (*)        | Sede  | Año  |
| ------------------------- | --------------- | ----- | ---- |
| Torneo Olímpico de Fútbol | Brasil olímpica | Japón | 2020 |

(*) Incluyendo la selección.